# Классовое сознание
Классовое сознание — социально-революционное понятие марксизма. В марксизме пролетарий должен постоянно сознавать свою принадлежность к классу эксплуатируемых и свою солидарность с пролетариями всех стран, а не стремиться к улучшению своего индивидуального экономического положения. Классовое сознание — предпосылка активного участия в классовой борьбе.

В политической теории и в особенности марксизме, классовое сознание есть совокупность убеждений, которые человек проводит в отношении их социального класса или экономического ранга в обществе, структура их класса, и их классовых интересов. Согласно Карлу Марксу, именно осознание является ключом к разжиганию революции, которая «создаст диктатуру пролетариата, превратив его из зарабатывающей наемной массы, не имеющей собственности, в правящий класс».

## Критика
Экономист австрийской школы Людвиг фон Мизес утверждал, что Маркс путает понятия касты и класса. Мизес допускал, что классовое сознание и связанная с ним классовая борьба являются обоснованными понятиями в некоторых обстоятельствах, когда существуют жесткие социальные касты, например, когда рабство узаконено и рабы, таким образом, имеют общие мотивы для прекращения своего ущемленного положения по сравнению с другими кастами, но при капитализме, где существует равенство перед законом, класс является условным разграничением.
Последователь фон Мизеса Мюррей Ротбард утверждал, что стремление Маркса представить рабочих и капиталистов как две монолитные группы было ложным, поскольку рабочие и капиталисты постоянно конкурируют между собой, например, капиталистические предприниматели конкурируют между собой или местные рабочие конкурируют с рабочими-иммигрантами. Ротбард утверждал, что если между различными представителями одного и того же класса существует постоянный конфликт, то абсурдно утверждать, что эти представители имеют объективные интересы друг с другом против другого класса.